# Коловское общество
Коловское общество — сельское общество в составе Коловской волости Пудожского уезда Олонецкой губернии.

## Состав[1]
| № | Населённый пункт    | Расстояние до волостного правления в верстах | Всего жителей (1873) | Всего жителей (1905) |
| - | ------------------- | -------------------------------------------- | -------------------- | -------------------- |
| 1 | Росляковская        | 2,5                                          | 83                   | 87                   |
| 2 | Пелгубская          | 2                                            | 40                   | 22                   |
| 3 | Нишуковская         | 1,25                                         | 84                   | 33                   |
| 4 | Ченежская           | 1                                            | 38                   | 125                  |
| 5 | Коловская           | в.п.                                         | 193                  | 250                  |
| 6 | Сумозеро на острову | 16                                           | 43                   | 50                   |
| 7 | Нефедов след        | 16                                           | 21                   |                      |
| 8 | Сумозеро гора       | 17                                           | 31                   | 67                   |

В деревне Коловская по состоянию на 1905 год находились школа и волосное правление.
Всё население по состоянию на 1905 год — 634 человека, на 1873 — 533.
В настоящее время территория общества относится к Пудожскому району Республики Карелия.

## Источник
- http://xn----7sbehhevkhuhcb0b4b4bzki.xn--p1ai/w/snmtwovolost/75
- Список населенных мест Олонецкой губернии (1905) https://www.prlib.ru/item/370962 стр. 260